# 創世のタイガ
『創世のタイガ』（そうせいのタイガ、TAIGA of GENESIS）は、森恒二による日本の漫画作品。『イブニング』（講談社）にて、2017年8号から2023年4号まで第1部が連載された。イブニングの休刊に伴い、第2部が『ヤングアニマル』（白泉社）に移籍して2023年7号から同年9・10合併号まで連載された後に『ヤングアニマルZERO』（同）にて、2023年6月1日号より連載されている。
原始時代へとタイムスリップした大学生たちが過酷なサバイバルやホモ・サピエンスとネアンデルタール人の生き残りを賭けた戦いに巻き込まれていく姿を描く。

## あらすじ
原始の時代（第1話 - 第12話）
オーストラリアへ卒業旅行に来ていたタイガ、アラタ、リク、レン、リカコ、ユカ、チヒロの大学生7人は、未発見の壁画を洞窟で偶然発見する。その時、頭痛に襲われた一行はガスを懸念して脱出しようとするが、地震に遭遇する。
崩落した洞窟を脱出すると、そこは古代生物が跋扈する原始の時代だった。あまりのことに一行は混乱するが、協力してサバイバル生活を始める。ある日、ネアンデルタール人がホモ・サピエンスを殺害する場面に遭遇したタイガは、ホモ・サピエンスの石器を持ち帰って見様見真似で石器を作り、狩りを始める。極限生活の中、タイガは徐々に覚醒していき、仲間を護る決意を固める。
初めての戦いと出会い（第13話 - 第23話）
タイガが狩りに出た隙に、住処がネアンデルタール人に襲撃されてしまう。その襲撃に気付き、囮となって逃げ切ったものの道に迷ったタイガは帰り道を探すうち、ネアンデルタール人に襲われていたホモ・サピエンスの女性の悲鳴を聞きつけ、彼女を助ける。助けた女性ティアリに案内されながら旅路を共にする途中、追跡してきたネアンデルタール人と戦った結果、タイガは初めての殺人を経験する。翌朝、戦いに利用したオオカミの死体と、その側にいた子オオカミを発見したタイガは、懐いてきた子オオカミをウルフと名付ける。
集落（第24話 - 第39話）
ティアリの集落へ辿り着いたタイガは、捕まっていたアラタたちと再会する。アラタたちを助けるため、タイガはティアリの兄ナクムとの決闘を現代格闘術で制し、集落の外に住むことを許可される。タイガたちはティアリとナクムに狩りの仕方を教わり、彼らの風習などを学んでいく。
一方、リクはあり合わせのもので台車を作成し、将来のことも考えて集落に贈呈する。こうして一行は集落との距離を縮めていくが、ネアンデルタール人の大きな野営地が発見されたことから戦争が始まる。夜襲に気付いたタイガはウルフと共に奇襲を敢行して集落を護り、一行も集落の仲間として迎えられる。
マンモス狩り（第40話 - 第51話）
ある日、タイガは集落近くにマンモスの群れを発見する。マンモスの群れを避けて生活するため、一行はティアリたちと共に新しい住処へ移動するが、すでに居座っていた別のホモ・サピエンスの一団との交渉中にマンモスの襲撃を受け、住めなくなってしまう。逃げ場のない状況下でタイガはマンモス狩りを進言し、村は一丸となって作った大量の道具を用いて狩りを成功させる。
盛大な宴が催された翌朝、タイガはハイエナたちに襲われていた子マンモスを思わず助けてしまう。アフリカと名付けた子マンモスの面倒をしばらく見るも、一緒に生きることはできないため、タイガはアフリカを南の森へ還す。
異なる歴史（第52話 - ）
相変わらず続くネアンデルタール人との戦いの中、リクは鉄鉱石を発見し、製鉄のための手段を整えていく。一方、アラタもネアンデルタール人の行動が学んできた歴史と異なっていることに気付き、戦う術を学びはじめる。
タイガたちがネアンデルタール人に打って出ることになるが、その隙に集落は襲われ、リカコとユカを含む女性たちが攫われてしまう。タイガ達は女性達を救出するため敵の拠点を急襲するも敵の組織だった行動により窮地に陥り、成長したアフリカに助けられる。捕らえた敵の捕虜から敵には「王」と呼ばれる存在がおり、その王はホモ・サピエンスを滅ぼそうとしている事が判明し、集落は生き延びるために戦う事を選択する。
勢力を増し軍隊のように訓練された敵に対抗するためリクが作り上げた鉄の武器や各地の集落に散らばる同胞を助け力を結集していく。タイガ達は大きな集落である西の民と交渉に赴くが、そこを敵に襲撃される。アフリカを連れて反撃に転じたタイガが敵のリーダーを倒そうとした時、敵はナイフを使ってタイガの鉄剣から身を護り撤退していった。この事からタイガ達は自分達以外にも未来の人間がいる事を知る。その人間は第二次大戦期のドイツから来た軍人だった。

## 登場キャラクター

### 現代人
タイガ
主人公。平凡な人生に生きている実感が湧かずにいた現代の青年。原始時代へタイムスリップ後は文明世界の中で抑制されていた野生の本能が覚醒し始め、戦士として成長していく。ティアリとの触れ合いでホモ・サピエンスたちの言葉を理解するなど、この世界にもっとも順応している。
格闘技ジムに通っていた経歴と持ち前のセンスもあって現代格闘術と二刀流を武器に戦う。
アラタ
タイガの友人。彼が偶然洞窟を発見したため一行がタイムスリップする原因を作る。考古学の知識に長け、冷静に状況を考察し、タイガへ武器を届けるなど何かと助けになっている。
当初は戦う力を持たなかったが、リカコ達を助けに行ってからは盾持ちとして前線で戦うようになる。
リク
アウトドアが趣味の青年。古生物が好きで豊富な知識と器用さを持ち、様々な道具作りを行う。最初のネアンデルタール人による襲撃で右目に傷が出来る。
車輪で台車を作ったり、偶然発見した鉄鉱石から鉄の武器を作り出し、集落では賢者と呼ばれる。
レン
髪を染めた青年。文明世界に順応しすぎた結果、一行の中でもっとも現状に馴染むことが出来ておらず、反面、順応しつつあるタイガ達への反発が募っていった結果、彼らにネガティブな批判を向ける。
リカコ
ロングヘアーの少女。アラタと仲が良く、一緒に原始人たちの生活などを考察している。洞察力や知識をいかして一行の行動を助ける。
ユカ
セミロングの少女。強く成長していくタイガに惚れるが、現状に馴染めずにいる。
敵に攫われた際にレイプされ、身籠ってしまい一時は自暴自棄になるが、ナクムの家族に迎えられたことで転機が訪れる。
チヒロ
眼鏡をかけた少女。マンモスを間近で撮影しようとするなど意外に神経が太く、動物好きでマイペース。カシンにヤギを生け捕りにしてもらい、牧畜を始める。

### ホモ・サピエンス
ティアリ
タイガが出会ったホモ・サピエンスの少女。戦闘員の一人として行動しており、狩りやネアンデルタール人との戦いにも参加する。窮地を救ってくれたタイガを何かと気にかける。タイガと接するうちに現代の言葉を少しだけ喋れるようになった。
ナクム
ティアリの兄。集落でも上位の戦士でタイガと決闘するも現代格闘術の前に敗北。ネアンデルタール人の夜襲から村を護って以来、タイガと絆を結ぶ。自分とティアリを「交雑りもの」と呼んでおり、ネアンデルタール人とのハーフと思われる。
カシン
ドレッドヘアが特徴の戦闘員の男性。戦闘員でもっとも足が速い。
ムジャンジャ
集落の長。オオカミの皮を被っている。

### 古代生物
ウルフ
タイガが保護したオオカミの子供。タイガが躾たことで集落の護り手として仲間に迎えられる。
アフリカ
タイガが保護したマンモスの子供。ウルフと違って村には置いておけないため、南の森へ還されるがタイガ達の窮地を救ってからはタイガと共に戦う。

### ネアンデルタール人
ホモ・サピエンスたちは「ムシェンジ」と呼んでいる。
ドゥクス
ネアンデルタール人たちのリーダー。左の額から顎にかけて傷があるのが特徴。
「王」「神」というこの時代には存在しない言葉を使い、「色つき」を滅ぼそうとしている。タイガ同様、タイムスリップしてきたナチスドイツ軍の兵士から与えられたアーミーナイフを所持する。

### ナチス・ドイツの軍人
クラウス・シュルツ
第二次世界大戦下のドイツ人将校で少尉。原始時代にタイムスリップし、ネアンデルタール人を率いてホモ・サピエンスに戦いを仕掛ける。のちにネアンデルタール人を束ねる王として君臨。
ヴォルフ
クラウスの部下で第二次世界大戦下のドイツ軍曹長。クラウスらと原始時代にタイムスリップし、ヒトラーが提唱した“一つの民族による世界の統治”を実現しようとする。
デニス
クラウスの部下で第二次世界大戦下のドイツ軍兵士。クラウスらと原始時代にタイムスリップしてしまう。ネアンデルタール人の化石が発見されたネアンデル谷があるドイツのメットマン市出身。理性的で穏やかな性格。
ゲオルグ
クラウスの部下で第二次世界大戦下のドイツ軍兵士。クラウスらと原始時代にタイムスリップしてしまう。
アヒム
クラウスの部下で第二次世界大戦下のドイツ軍兵士。クラウスらと原始時代にタイムスリップしてしまう。
ヴォルフの子
クラウスの元部下・ヴォルフの子。歳は若いが、聡明な人物。
デニスの子
クラウスの元部下・デニスの子。プライドが高く、高慢な性格。
ゲオルグの子
クラウスの元部下・ゲオルグの子。

## 登場する古代生物
カリコテリウム

オオカミ

マンモス

巨大ワニ

ケヅメリクガメ

ホラアナグマ

イボイノシシの祖先

ケブカサイ

ギガントピテクス

## 書誌情報
- 森恒二 『創世のタイガ』 講談社〈イブニングKC〉、全11巻
  1. 2017年8月23日発売[6]、ISBN 978-4-06-354684-2
  2. 2018年1月23日発売[7]、ISBN 978-4-06-510792-8
  3. 2018年6月22日発売[8]、ISBN 978-4-06-511589-3
  4. 2018年10月23日発売[9]、ISBN 978-4-06-513092-6
  5. 2019年5月23日発売[10]、ISBN 978-4-06-515113-6
  6. 2019年11月21日発売[11]、ISBN 978-4-06-517589-7
  7. 2020年9月11日発売[12]、ISBN 978-4-06-520712-3
  8. 2021年4月23日発売[13]、ISBN 978-4-06-522991-0
  9. 2021年12月23日発売[14]、ISBN 978-4-06-526013-5
  10. 2022年9月22日発売[15]、ISBN 978-4-06-529583-0
  11. 2023年3月23日発売[16]、ISBN 978-4-06-531539-2
- 森恒二 『創世のタイガ』 白泉社〈ヤングアニマルコミックス〉、既刊13巻（2025年5月27日現在）
  1. 2023年6月29日配信[17]
  2. 2023年6月29日配信[18]
  3. 2023年6月29日配信[19]
  4. 2023年6月29日配信[20]
  5. 2023年6月29日配信[21]
  6. 2023年6月29日配信[22]
  7. 2023年6月29日配信[23]
  8. 2023年6月29日配信[24]
  9. 2023年6月29日配信[25]
  10. 2023年6月29日配信[26]
  11. 2023年6月29日配信[27]
  12. 2024年3月29日発売[28]、ISBN 978-4-592-16022-9
  13. 2025年3月28日発売[29]、ISBN 978-4-592-16023-6